# Emmanuel Lomotey
Emmanuel Addoquaye Lomotey (Accra, 19 dicembre 1997) è un calciatore ghanese, centrocampista dell'Ethnikos Achnas e della nazionale ghanese.

## Caratteristiche tecniche
È un centrocampista difensivo.

## Carriera

### Nazionale
Il 25 maggio 2017 ha debuttato con la nazionale ghanese in occasione dell'amichevole pareggiata 1-1 contro il Benin.